# Мерионетшир
Мерионетшир (валл. Sir Feirionnydd, англ. Merionethshire) — традиционное графство Уэльса, существовавшее в качестве административно-территориальной единицы в составе Англии в период с 1284 по 1888 год.
Мерионетшир граничил с уэльскими графствами Монтгомеришир и Кардиганшир на юге, Денбишир на востоке и Карнарвоншир на севере.
Графство было образовано Эдуардом I в 1284 году после победы над Лливелином Последним и включения его королевства, как и всех остальных земель Уэльса в состав Англии, в соответствии с Рудланским статутом. Территориальную основу новообразования составили завоеванные владения короля Гвинеда в кантревах Мейрионид, Пенллин и в коммоте Ардидуи — южной части кантрева Динодинг, а также лордство Динмайл.
Актом о местном управлении 1888 года графство было преобразовано в административное графство Мерионетшир. Затем территориальное деление Уэльса было изменено Актом о местном управлении 1972 года, образовавшим двухуровневую административную систему, согласно которому земли Мерионетшира, за исключением земель Эдейрниона, вошли в состав графства Гвинед в качестве территориальной единицы второго уровня — района Мейрионид .
Во исполнение Акта о местном управлении 1994 года земли Мерионетшира вошли в состав унитарной административной области Карнарвоншир и Мернионетшир, переименованной в 1996 году  в Гуинет, в составе которой они находятся в настоящее время.